# Hayata
Yohei Hayata (隼田 陽平, Hayata Yōhei) (né le 4 août 1987 à Tokushima, Tokushima) est un catcheur (lutteur professionnel) japonais, qui travaille actuellement pour la Pro Wrestling Noah.

## Carrière de catcheur

### Osaka Pro Wrestling (2010–2013)
En conséquence, Hayata et Tadasuke rendent vacant les Osaka Pro Tag Team Championship,.

### Pro Wrestling Noah (2016–...)
Le 18 février, lui et Yo-Hey perdent contre Hi69 et Taiji Ishimori et ne remportent pas les vacants GHC Junior Heavyweight Tag Team Championship. 3 jours après, lui, Tadasuke, Daisuke Harada et Yo-Hey forment un nouveau groupe nommé "Ratel". Le 27 mai, il bat Hajime Ohara et remporte le GHC Junior Heavyweight Championship. Le 25 juin, il perd le titre contre Taiji Ishimori.
Le 26 août, lui et Yo-Hey battent XX (Hi69 et Taiji Ishimori) et remportent les GHC Junior Heavyweight Tag Team Championship.
Le 28 juillet, il bat son coéquipier de RATEL'S, Tadasuke, pour remporter le tournoi.
Le 4 août, il bat Minoru Tanaka et remporte le GHC Junior Heavyweight Championship pour la deuxième fois. Le 3 décembre, il conserve son titre contre Chris Ridgeway,. Le 4 janvier 2020, à New Sunrise, il perd son titre contre Yoshinari Ogawa,,.
Le 29 mars 2020, lui et Yo-Hey battent Stinger (Atsushi Kotoge et Kotarō Suzuki) et remportent les GHC Junior Heavyweight Tag Team Championship pour la deuxième fois. Le 19 avril, ils conservent les titres contre Sugiura-gun (Hajime Ohara et Seiki Yoshioka).

#### Stinger (2020–...)
Le 9 mai, durant une défense de titre contre Kotarō Suzuki et Yoshinari Ogawa, il se retourne contre Yo-Hey, joignant Suzuki et Ogawa pour reformer Stinger. Le lendemain, lui et Yoshinari Ogawa battent RATEL'S (Tadasuke et Yo-Hey) pour remporter les vacants GHC Junior Heavyweight Tag Team Championship, ce qui signifie que Stinger détient les deux championnats Juniors Heavyweight de la Noah. Lors de NOAH The Chronicle Vol. 3, il bat son ancien coéquipier de RATEL'S, Daisuke Harada pour remporter le IPW:UK Junior Heavyweight Championship et lors d'une interview dans les coulisses, il jette le titre dans une poubelle, provoquant la désactivation du titre. Le 11 octobre, lui et Yoshinari Ogawa perdent les GHC Junior Heavyweight Tag Team Championship contre Momo no Seishun Tag (Atsushi Kotoge et Daisuke Harada). Le 31 mai 2021, ils perdent les titres contre Daisuke Harada et Hajime Ohara,.
Lors de The Best 2021, lui et Yoshinari Ogawa battent Los Perros del Mal de Japón (Eita et Nosawa Rongai) et remportent les GHC Junior Heavyweight Tag Team Championship pour la troisième fois, faisant de lui un double champion.
Lors de The New Year 2022, il conserve son titre contre Yoshinari Ogawa et lui propose une poignée de main après le match, mais ce dernier refuse,.Lors de New Sunrise 2022, lui et Ogawa conservent les GHC Junior Heavyweight Tag Team Championship contre Los Perros del Mal de Japón (Kotarō Suzuki et Yo-Hey) et semblent par la méme occasion avoir réglé leurs problémes. Le 10 janvier, il perd le GHC Junior Heavyweight Championship contre Daisuke Harada qui met fin à son règne de 197 jours.
Lors de Majestic 2022 - N Innovation, il bat Eita et remporte le GHC Junior Heavyweight Championship pour la quatrième fois.

## Palmarès
- International Pro Wrestling: United Kingdom
  - 1 fois IPW:UK Junior Heavyweight Championship

- Osaka Pro Wrestling
  - 2 fois Osaka Pro Wrestling Tag Team Championship avec Kuuga (1) et Tadasuke (1)
  - Osaka Tag Festival (2012) avec Tadasuke
  - Osaka Pro Wrestling 6 Person Tag Tournament (2012) avec Tadasuke et Daisuke Harada

- Pro Wrestling Freedoms
  - 1 fois King of Freedom Tag Team Championship avec Yuya Susumu

- Pro Wrestling NOAH
  - 1 fois GHC National Championship
  - 4 fois GHC Junior Heavyweight Championship
  - 5 fois GHC Junior Heavyweight Tag Team Championship avec Yo-Hey (2) et Yoshinari Ogawa (3)
  - Global Junior Heavyweight Tag League (2017, 2018) avec Yo-Hey
  - Global Junior League (2019)